# Liste der Naturdenkmale in Usingen
Die Liste der Naturdenkmale in Usingen nennt die im Gebiet der Stadt Usingen im Hochtaunuskreis in Hessen gelegenen Naturdenkmale.
| Bild            | Bezeichnung                       | Ortsteil, Lage                               | Beschreibung | Art | Nr.             |
| --------------- | --------------------------------- | -------------------------------------------- | --- | --- | --------------- |
| Fotos hochladen | Winterlinde                       | Wilhelmsdorf 50° 20′ 48,2″ N, 8° 28′ 48,7″ O | Landschaftsprägender Einzelbaum von auffällig starkem und schönem Wuchs der noch heute als Hutebaum genutzt wird.                                                           |     | 15              |
| Fotos hochladen | Eiche an der L 3063               | Wilhelmsdorf 50° 20′ 39,1″ N, 8° 28′ 47,5″ O | Einzelnstehender, schöngewachsener Baum. Früher als Hutebaum genutzt. |     | 16              |
| Fotos hochladen | Wimbacheiche                      | Usingen 50° 19′ 34,8″ N, 8° 27′ 40,4″ O      | Landschaftsprägender Solitärbaum mit ausladender Krone im Bereich des im 30-jährigen Krieg niedergebrannten Dorfes Wimbach. Früher als Hutebaum genutzt.                    |     | 21              |
| Fotos hochladen | Huteeiche                         | Wernborn 50° 22′ 5,9″ N, 8° 34′ 55,4″ O      | Unterer von drei in Sichtweite zueinander stehenden, noch heute genutzten Hutebäumen in der Gemarkung Wernborn. In dieser Gruppierung im Hochtaunuskreis einmalig.          |     | 23              |
| Fotos hochladen | Huteeiche                         | Wernborn 50° 22′ 10,8″ N, 8° 34′ 54,8″ O     | Oberer von drei in Sichtweite zueinander stehenden, noch heute genutzten Hutebäumen in der Gemarkung Wernborn. In dieser Gruppierung im Hochtaunuskreis einmalig.           |     | 25              |
| Fotos hochladen | Saienstein                        | Eschbach 50° 22′ 2,5″ N, 8° 31′ 52,1″ O      | Mächtige Felsformation, die als Ausläufer der benachbarten „Eschbacher Klippen“ zu den bedeutendsten in Taunus gehört. Auch als „Kaiser-Friedrich-Felsen“ bekannt.          |     | 26              |
| Fotos hochladen | Bäume am Denkmal                  | Eschbach 50° 21′ 34,1″ N, 8° 32′ 14,7″ O     | Vier Linden und eine Eiche, die anlässlich der Einweihung des Kriegerdenkmals des Radfahrervereins „Adler“ in Eschbach („Radfahrerdenkmal“) im Jahre 1918 gepflanzt wurden. |     | 27              |
| Fotos hochladen | Linden am Friedhof                | Eschbach 50° 21′ 24,5″ N, 8° 32′ 18,8″ O     | Zwei alte Bäume von ausgeprägtem und schönem Wuchs. |     | 28              |
| Fotos hochladen | Frühstückseiche                   | Usingen 50° 21′ 2″ N, 8° 30′ 55,6″ O         | Frühstückseiche bei Usingen. Sehr alter Baum mit ungewöhnlicher Kronenausprägung. Früher der Frühstücksplatz der aus Usingen in ihre Dörfer heimkehrenden Marktfrauen.      |     | 29              |
| Fotos hochladen | Hainbuchenallee                   | Kransberg 50° 20′ 39,3″ N, 8° 35′ 22,3″ O    | Alte Anpflanzung zwischen dem Kransberger Schloss und der Kreuzkapelle. Aufgrund ihrer Einzigartigkeit in der Region kulturgeschichtlich besonders bedeutsam.               |     | 30              |
| Fotos hochladen | Eiche am Meerpfuhl bei Merzhausen | Merzhausen 50° 18′ 56″ N, 8° 27′ 0,2″ O      | Sehr alter, landschaftsprägender Baum mit außergewöhnlich großem Stammumfang und auffälligem Wuchs.                                                                         |     | 33              |
| Fotos hochladen | Stieleiche vor dem Steinchen      | Merzhausen 50° 18′ 43,7″ N, 8° 27′ 17,1″ O   | Ehemaliger Hutebaum. Schutzgrund: Eigenart, Schönheit |     | 434.011 Mer 462 |

## Ehemalige Naturdenkmale
| Bild            | Bezeichnung | Ortsteil, Lage                           | Beschreibung | Art | Nr. |
| --------------- | ----------- | ---------------------------------------- | --- | --- | --- |
| Fotos hochladen | Huteeiche   | Wernborn 50° 22′ 10,1″ N, 8° 34′ 57,6″ O | Mittlerer von drei in Sichtweite zueinander stehenden, noch heute genutzten Hutebäumen in der Gemarkung Wernborn. In dieser Gruppierung im Hochtaunuskreis einmalig. Im Jahr 2015 als abgängig aus dem Verzeichnis gestrichen. |     | 24  |